# Вим Андерисен
Вилем Герардус „Вим“ Андерисен (Амстердам, 27. новембар 1903 — Амстердам, 18. јул 1944) био је холандски фудбалер.

## Клупска каријера
Рођен у Амстердаму, играо је за Ајакс од 1925. до 1940. године, освојивши пет националних титула.

## Репрезентација
Такође је одиграо 46 утакмица за фудбалску репрезентацију Холандије, а учествовао је на светским првенствима 1934. и 1938. године.

## Лични живот
Био је ожењен Тринтје Хуизингом и имао је троје деце.
Поред фудбала, био је запослен као типограф, полицајац и портир.
Умро је 1944. од упале плућа. Његов син Вим Андерисен млађи такође је играо за Ајакс 1950-их и преминуо је у јануару 2017. у 85. години.